# Горіхова Балка
Радя́нське (до 1972 року — Оріхівка) — село в Україні, у Молодогвардійській громаді Луганського району Луганської області України. Населення становить 148 осіб. З 2014 року є окупованим.

## Географія
Географічні координати: 48°20' пн. ш. 39°35' сх. д. Часовий пояс — UTC+2. Загальна площа села — 0,616 км².
Село розташоване у східній частині Донбасу за 5 км від селища Сімейкине.

## Історія
Село засноване у 1934 році. Перша назва села — Оріхівка, яка офіційно була замінена у 1972 році на Радянське.

## Населення
За даними перепису 2001 року населення села становило 148 осіб, з них 12,16% зазначили рідною мову українську, 87,84% — російську.